# Universidade de Veneza
Universidade de Veneza (em italiano:  Università Ca' Foscari Venezia) é uma universidade pública italiana localizada na cidade de Veneza, conhecida também como Università Ca' Foscari. Foi fundada em 1868 como instituto e se tornou uma universidade em 1968.

## Organização
A universidade é dividida em oito departamentos:
- Economia
- Filosofia e patrimônio cultural
- Gestão
- Ciência ambiental, informática e estatística
- Ciências moleculares e nanosistemas
- Estudos culturais linguísticos e comparativos
- Humanidades
- Estudos africanos asiáticos e mediterrânicos